# Понеделька (приток Ниши)
Понеделька — река в России, протекает по Новгородскому району Новгородской области. Устье реки находится в 4 км от устья Ниши по левому берегу. Длина реки составляет 18 км.
На реке стоит деревня Поляны Пролетарского городского поселения.

## Данные водного реестра
По данным государственного водного реестра России относится к Балтийскому бассейновому округу, водохозяйственный участок реки — Бассейн оз. Ильмень без рр. Мста, Ловать, Пола и Шелонь, речной подбассейн реки — Волхов. Относится к речному бассейну реки Нева (включая бассейны рек Онежского и Ладожского озера).
Код объекта в государственном водном реестре — 01040200512102000021722.

## Топографическая карта
- Лист карты O-36-52 Пролетарий. Масштаб: 1 : 100 000. Состояние местности на 1983 год. Издание 1986 г.